# Minoritenkirche (Klausenburg)

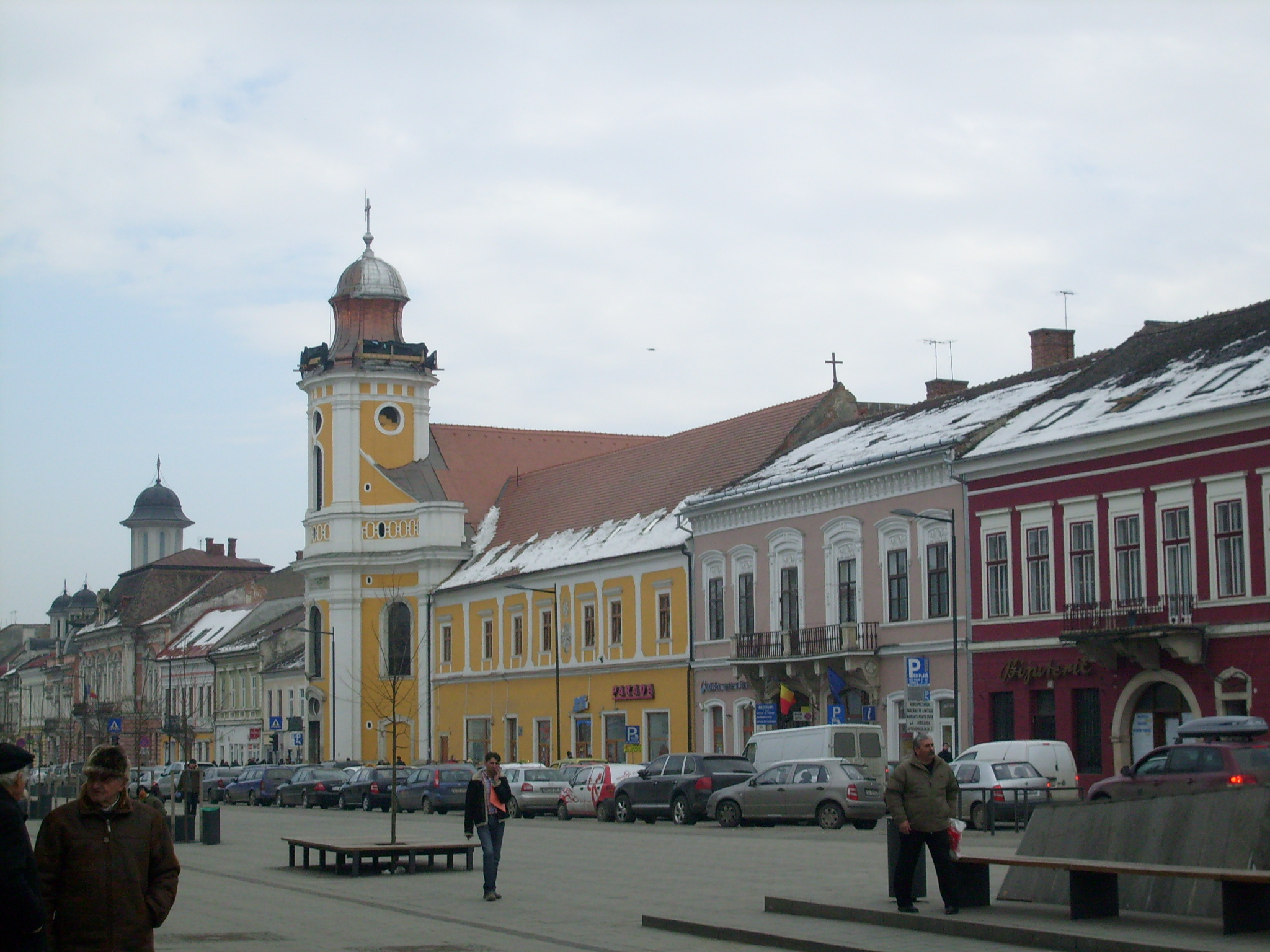
Die ehemalige Minoritenkirche in Klausenburg

Die Minoritenkirche in Cluj-Napoca (dt. Klausenburg) wurde in den Jahren 1775–1779 nach den Plänen des schwäbischen Architekten Johann Eberhard Blaumann im Barockstil gebaut. Die Stifterin der Kirche war Erzherzogin Maria Theresia in ihrer Eigenschaft als Großfürstin von Siebenbürgen. 1924 schenkte Papst Pius XI. das Kirchen- und Klostergebäude dem unierten Bistum Cluj-Gherla und seit 1930 dient die ehemalige Minoritenkirche als Kathedrale des Bistums Cluj-Gherla.
Das Patrozinium der Kirche ist das Fest der Verklärung des Herrn.
Die Namensschilder der Heiligen auf den Jugendstil-Glasfenstern wurden nach der Besitzübertragung im 20. Jahrhundert entfernt, da die Figuren Heiligengestalten aus der lateinischen Tradition, mit besonderem Bezug auf Ungarn, darstellen.

## Bilder

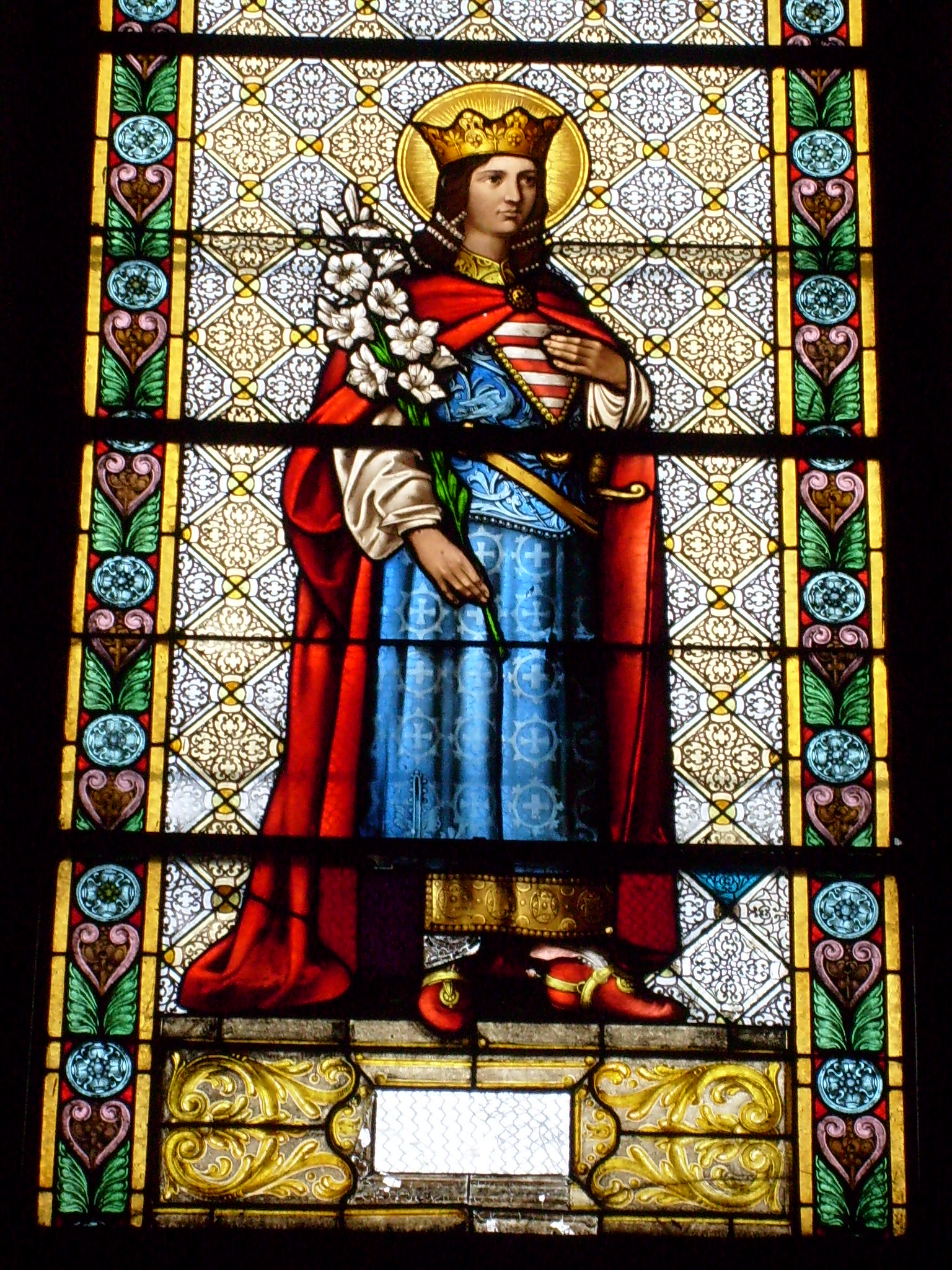
Heiliger Emmerich
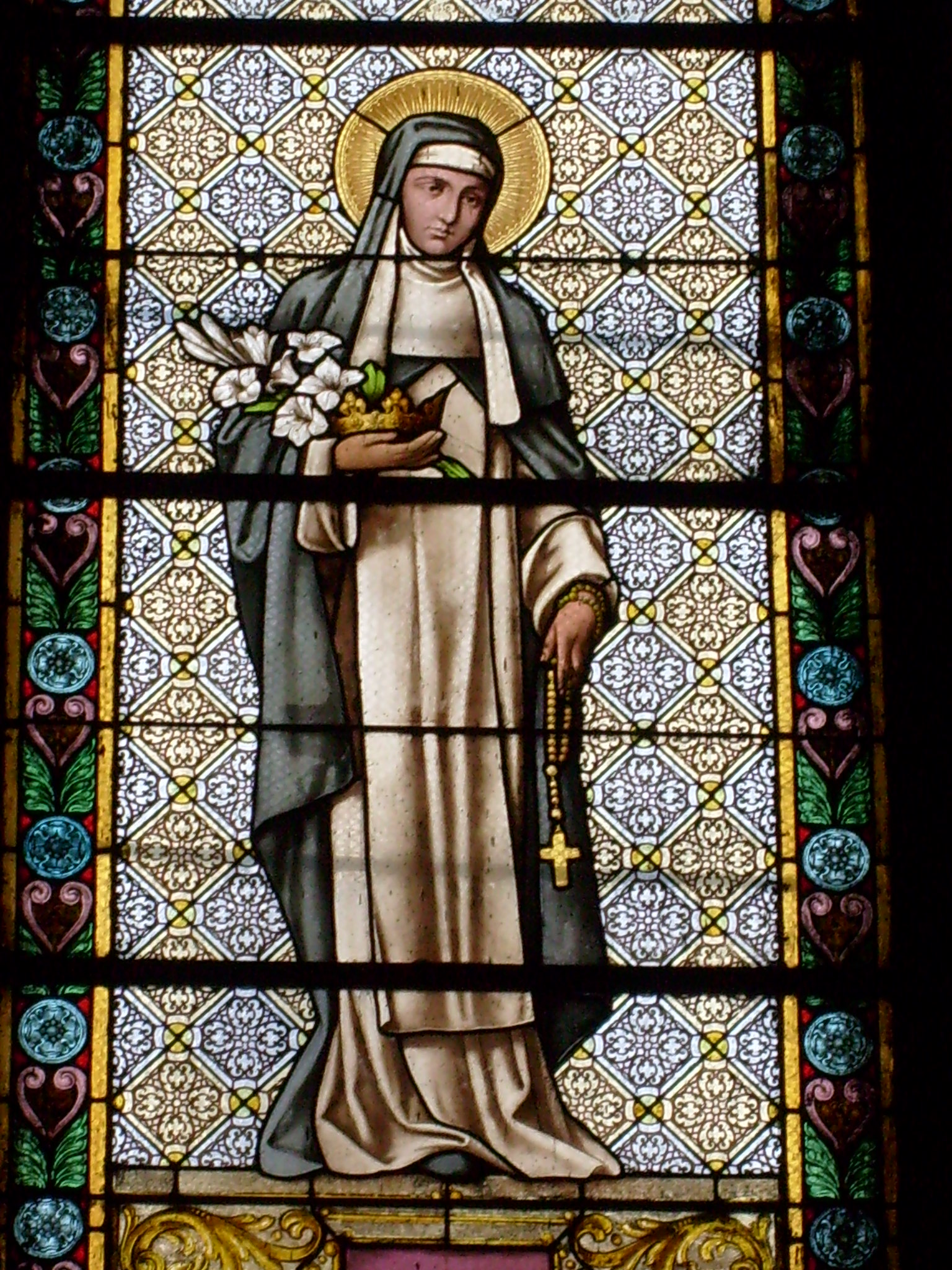
Margareta von Ungarn
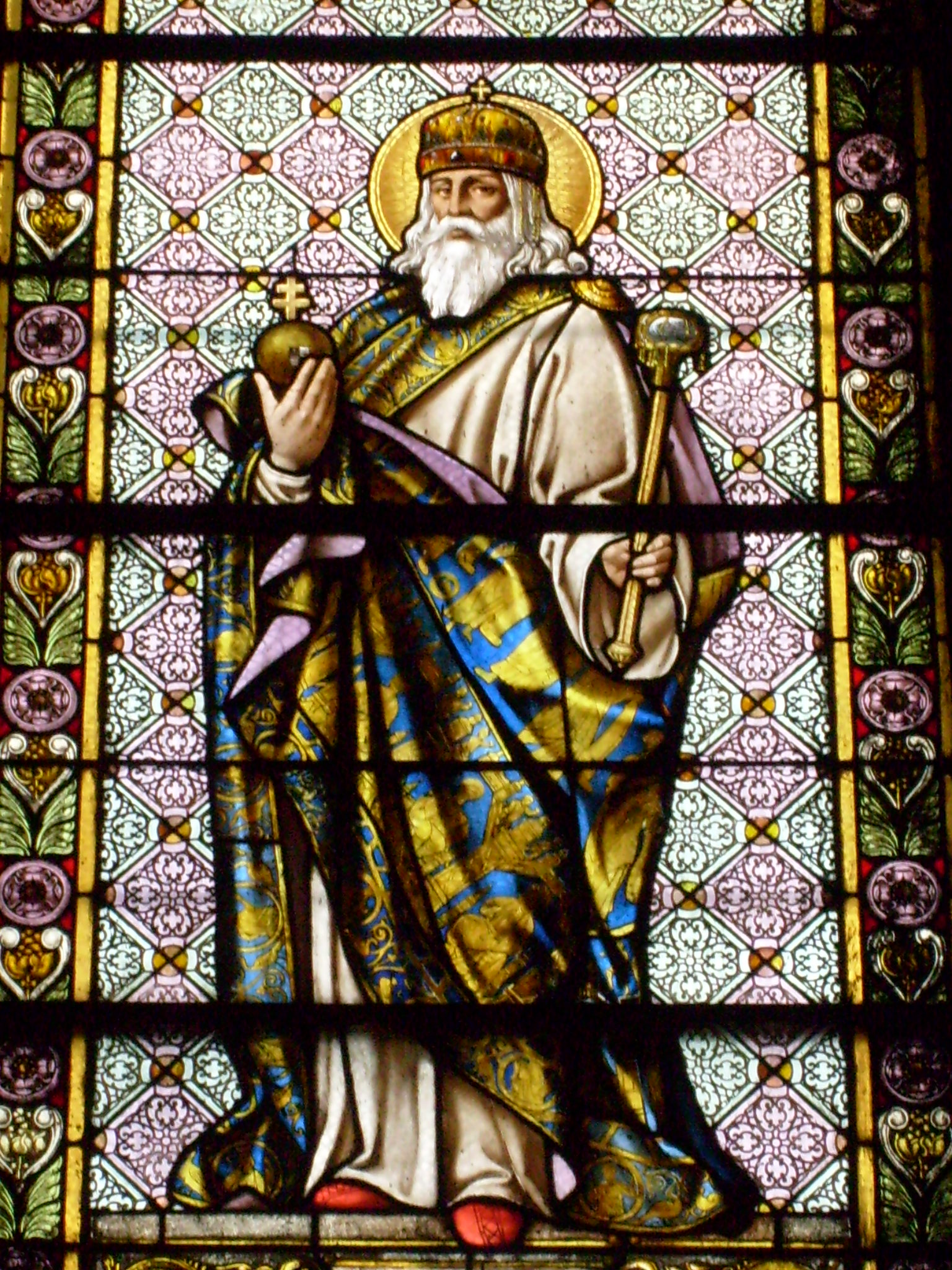
Stephan I. von Ungarn
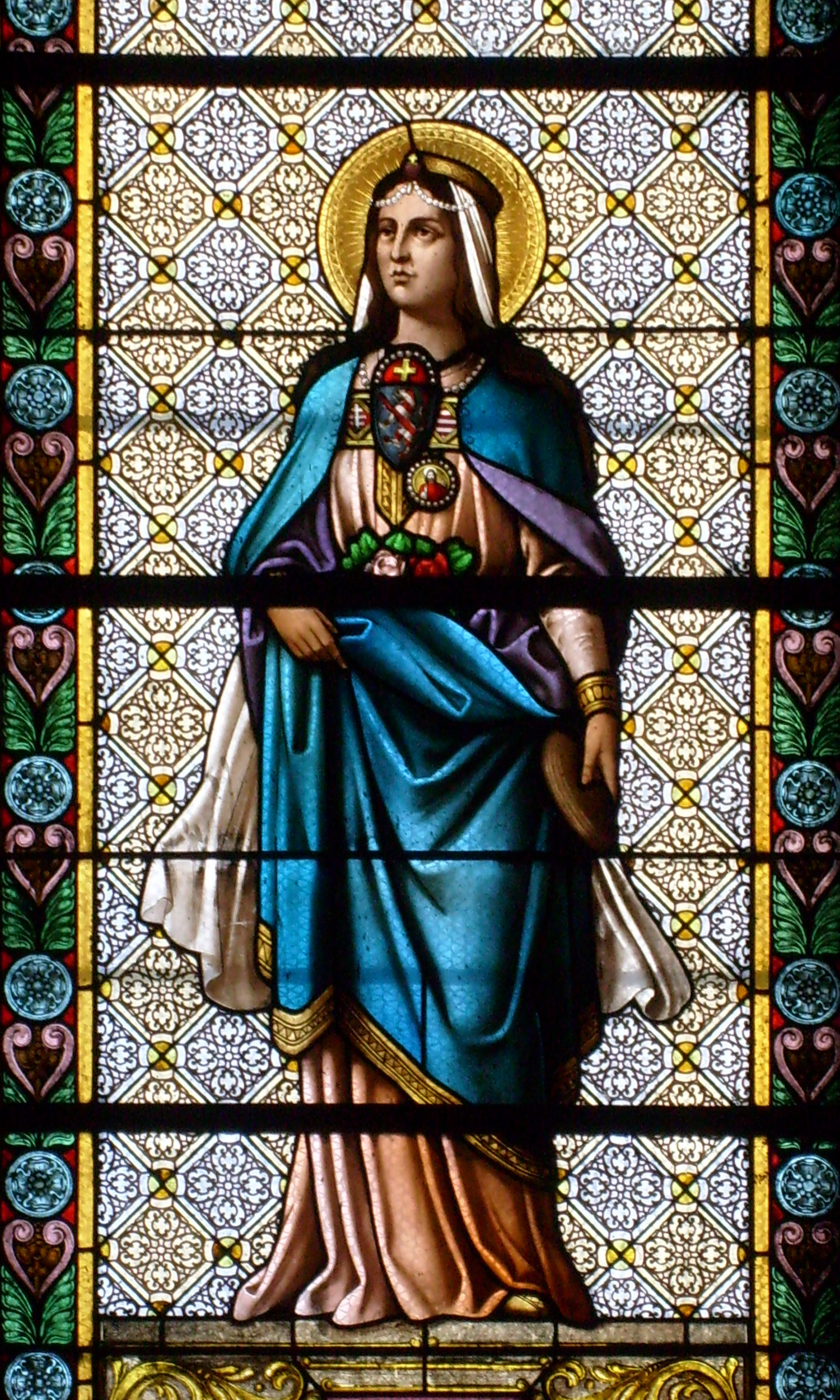
Elisabeth von Thüringen

Koordinaten: 46° 46′ 9,7″ N, 23° 35′ 33,6″ O